# Guide You Home (I Would Die for You)
Guide You Home (I Would Die for You) è un singolo di Rebecca Kneubhul e Gabriel Mann (cantante dei Rescues), pubblicato nel 2008.
Il brano è stato inserito dalla Activision Blizzard nel videogioco The Legend of Spyro: L'alba del drago come pezzo finale per i riconoscimenti del gioco. Inoltre durante il gioco, in alcune scene, si può sentire come sottosfondo una midi della base musicale della canzone.
Su iTunes è possibile scaricare il singolo. Come copertina ha un'immagine presa da un livello proprio dal gioco.

## Tracce
1. Guide You Home (I Would Die For You) - 4:25